# Óbolo

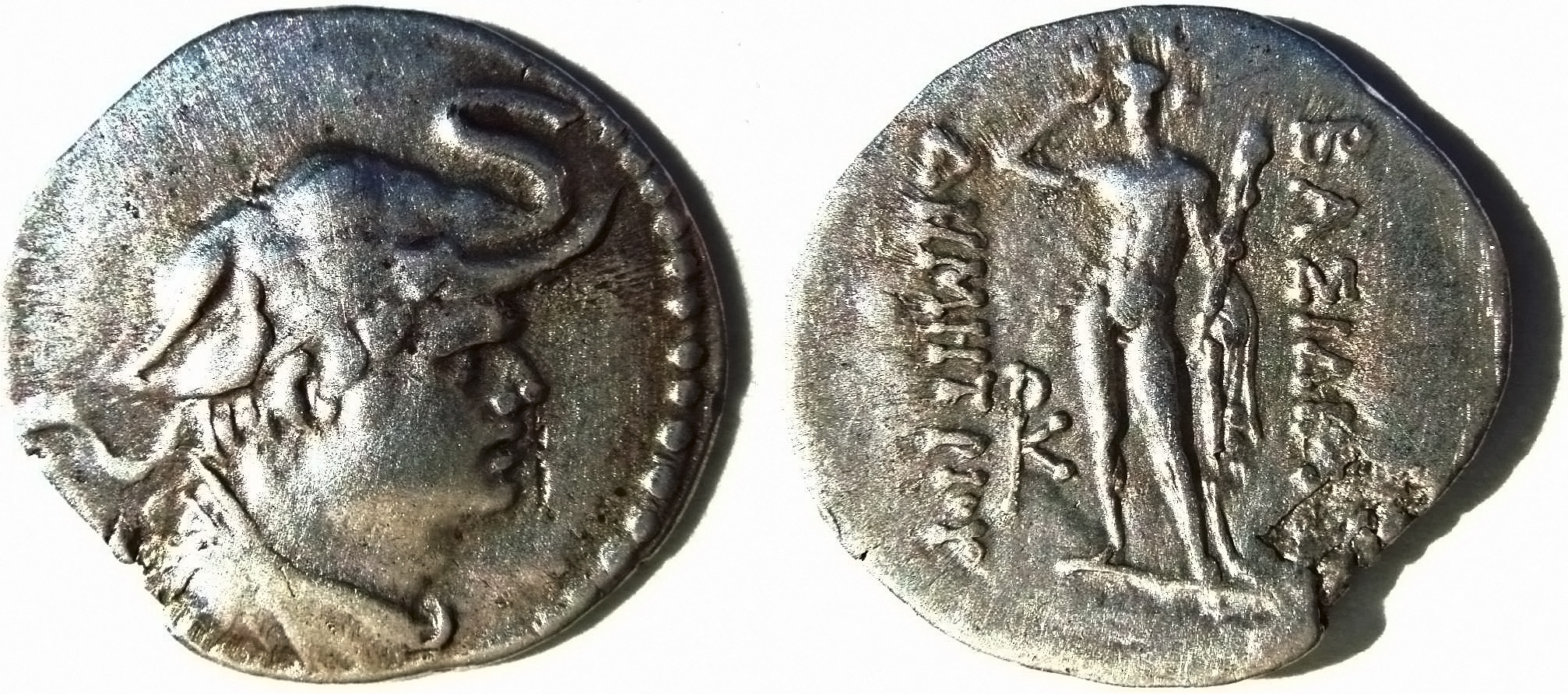
Óbolo com retrato de Demétrio I, Báctria.

Óbolo (em grego antigo: ὀβολός, obolós; plural ὀβολοί, oboloí; pelo latim obolus, obolos; literalmente "haste de ferro") foi uma unidade de massa na Grécia Antiga correspondente a cerca de 0,5 grama. Como esses pesos eram usados para medir a quantidade de metal precioso numa moeda, óbolo também se tornou uma moeda de menor valor, correspondendo à sexta parte de uma dracma, pesando 0,5 grama de prata.

Correspondia a 1/48 da onça romana (0,57 g), mas nunca foi usada como uma moeda durante o sistema monetário dos primeiros anos da república.

## A Moeda do Caronte
Era costume grego colocar uma moeda, chamada óbolo, sob a língua do cadáver, para pagar Caronte pela viagem. Se a alma não pudesse pagar ficaria forçosamente na margem do Aqueronte para toda a eternidade, e os gregos temiam que pudesse regressar para perturbar os vivos.

## Modernamente
Na Grécia moderna óbulo representa um decigrama (0,1 g). Mas, num sentido figurado, um óbulo também é tratado como uma pequena contribuição em dinheiro.